# نفل حاد
النفل الحاد (باللاتينية: Trifolium argutum) نوع نباتي من جنس النفل من الفصيلة البقولية.

## الموئل والانتشار
موطنه الأصلي بلاد الشام ومصر وقبرص وتركيا.

## مرادفات للاسم العلمي
- (باللاتينية: Trifolium moriferum Boiss.)
- (باللاتينية: Trifolium xerocephalum Fenzl)